# Сосюра, Владимир Владимирович
Владимир Владимирович Сосю́ра (укр. Володимир Володимирович Сосюра; 15 января 1932, Харьков — 22 апреля 2020, Прохоровка, Черкасская область) — украинский редактор, кинодраматург. Заслуженный работник культуры УССР (1978). Сын поэта Владимира Николаевича Сосюры.

## Биография
Родился 15 января 1932 года в Харькове.
Окончил факультет журналистики Киевского государственного университета имени Т. Г. Шевченко (1955).
Работал литработником в броварской районной газете «Стахановец», ответственным секретарём и редактором многотиражной газеты «За советский фильм» (1955-1959), главным редактором творческого объединения «Луч» по производству телевизионных лент (1960-1970), главным редактором Киевской киностудии имени А. Довженко.
Был редактором кинокартин: «Лушка» (1965), «Ключи от неба» (1964), «Хочу верить» (1965), «Над нами Южный Крест», «Бурьян» (1966), «Цыган» (1967), «В ловушке», «Варькина земля» (1969), «Назад дороги нет» (1970), «Рожденная революцией» (1977, 10 с), «Путь к Софии» (1977, 5 а), «Расколотое небо» (1979), «Мужество» (1980, 7 с), «Овод» (1980, 3 с), «Легенда о княгине Ольге» (1983).
Соавтор сценариев фильмов: «Остров Волчий» (1969), «Старая крепость» (1974, 3.), «Город у моря» (1973), «Алтунин принимает решение» (1978), «Золотая цепь» (1986) и др.
Награжден орденом «Знак Почета», медалями, значком «Отличник кинематографии СССР».
Член Национального союза кинематографистов Украины.
Скончался 22 апреля 2020 года в селе Прохоровка Черкасской области, где проживал с 1990-х годов. Похоронен на сельском кладбище.

## Ссылка
- Владимир Сосюра (англ.) на сайте Internet Movie Database